# Untraceable
Untraceable, titulada en castellano Rastro oculto en España y Sin rastros en Hispanoamérica, es una película de suspense estrenada el 25 de enero de 2008 y el 4 de abril del mismo año en España. Protagonizada por Diane Lane y Colin Hanks y dirigida por Gregory Hoblit.

## Argumento
Debido a la proliferación de delincuentes que actúan a través de Internet el FBI tiene un departamento que se dedica exclusivamente a perseguir e investigar dichos delincuentes. Jennifer Marsh (Diane Lane) es una experta policía en el campo de los delitos a través de la red, ella creía haberlo visto todo hasta este nuevo caso. 
Un delincuente cuelga sus asesinatos y torturas en su página web, el destino de sus víctimas depende del número de visitas que reciba la página, cuantas más visitas tenga la página más rápidamente morirán. Cuando el caso se convierte en algo personal Jennifer y su equipo tendrán que luchar a contrarreloj para poder detener al peligroso asesino.

## Reparto
- Diane Lane (Jennifer Marsh)
- Colin Hanks (Griffin Dowd)
- Billy Burke (Eric Box)
- Mary Beth Hurt (Stella Marsh)

## Recepción crítica y comercial
Según la página de Internet Rotten Tomatoes obtuvo un 14% de comentarios positivos, llegando a la siguiente conlusión: "Aunque Diane Lane se esfuerza "Untraceable" se las arregla para no ser más que un thriller común y corriente y con un mensaje hipócrita." Destacar el comentario del crítico cinematográfico Roger Ebert:

"Un thriller aterrador, inteligente y narrado de forma seca, sin piedad."
Roger Ebert.

Según la página de Internet Metacritic obtuvo críticas negativas, con un 32%, basado en 30 comentarios de los cuales 6 son positivos. Recaudó en Estados Unidos 28 millones de dólares. Sumando las recaudaciones internacionales la cifra asciende a 52 millones. El presupuesto invertido en la producción fue de 35 millones.

## Localizaciones
Untraceable se empezó a rodar en febrero de 2007 en diferentes localizaciones de Estados Unidos. Destacando las ciudades de Portland y Beaverton, ambas en el estado de Oregón.

## DVD
Untraceable salió a la venta el 23 de septiembre de 2008 en España, en formato DVD. El disco contiene menús interactivos, acceso directo a escenas, subtítulos y audio en múltiples idiomas, comentarios del director Gregory Hoblit y del productor Hawk Roch y documentales: el proyecto del asesinato, la anatomía del asesinato y tras la pista del asesino. En Estados Unidos salió a la venta el 13 de mayo de 2008, en formato DVD. El disco contiene menús interactivos, acceso directo a escenas y subtítulos y audio en múltiples idiomas y los mismos extras que la edición en español.